# Youthquaker

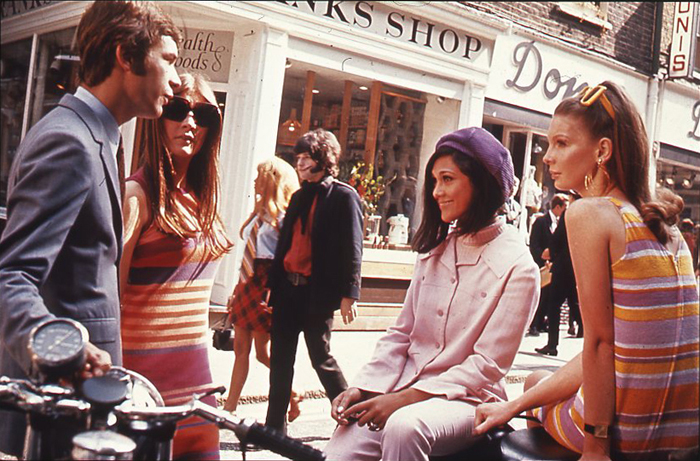
Carnaby Street, London, 1969

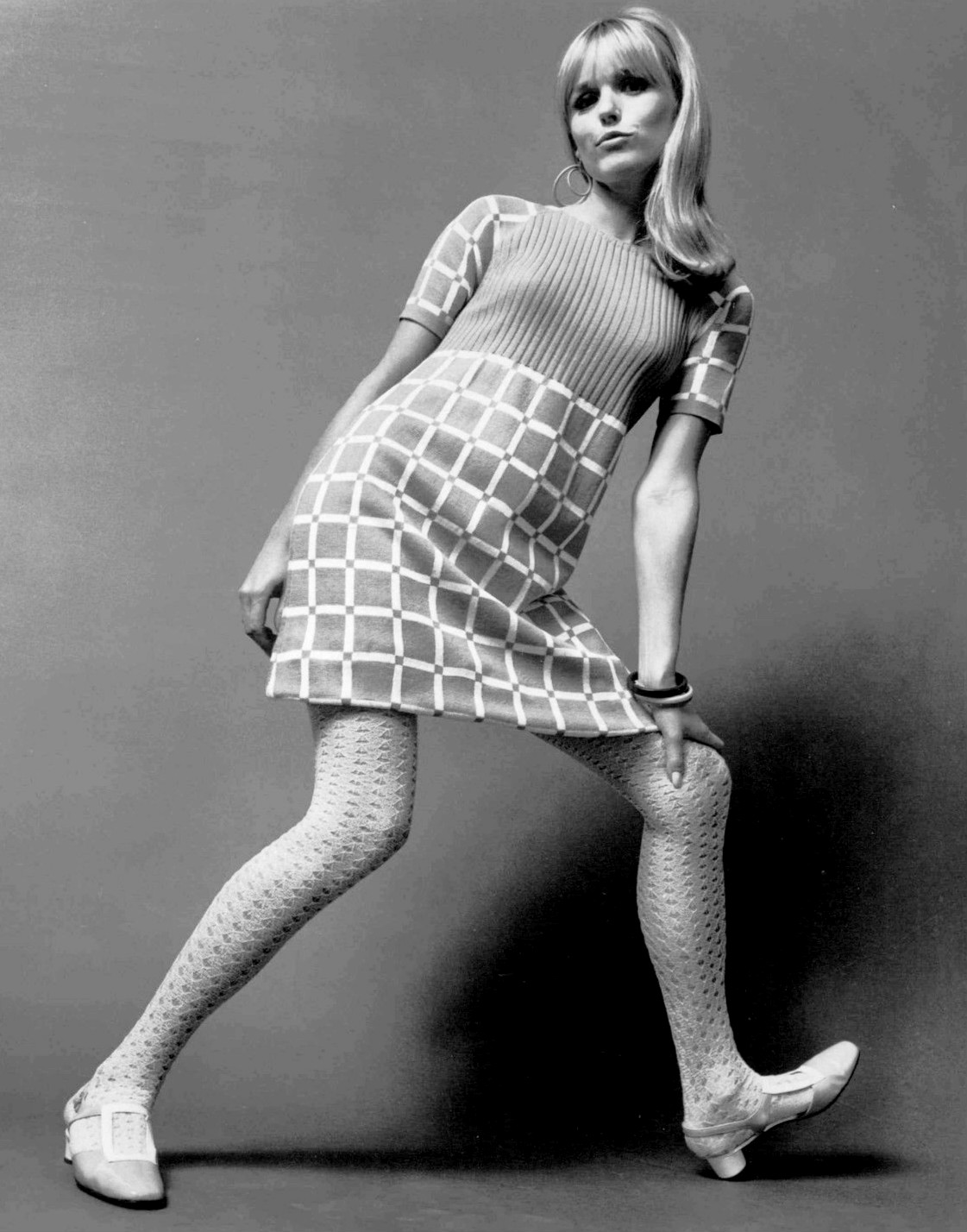
Gegensätzliches anziehen: Modefotografie von 1967

Youthquaker (englisch youthquake „Jugendbeben“) waren Angehörige einer Mode- und Jugendbewegung mit Zentrum von London der 1960er-Jahre. Der Ausdruck wurde 1965 von Diana Vreeland geprägt, von 1962 bis 1971 Chefredakteurin der amerikanischen Vogue, und bezeichnet Angehörige eines jungen, modeorientierten Publikums, das aus den Grenzen der als langweilig empfundenen Haute Couture ausbrach und in Londoner Boutiquen der Carnaby Street und Chelseas die entsprechende und ansprechende Mode fand: Miniröcke, Jumpsuits, bunt bedruckt, gerne auch in Schockfarben, daneben auch Altes aus Second-Hand-Läden oder vom Flohmarkt in freier Kombination.
Models, die diesen Stil exemplarisch verkörperten und dementsprechend häufig auf Vogue-Titelbildern zu sehen waren, sind zum Beispiel Jean Shrimpton, Twiggy, Penelope Tree, Veruschka, und Edie Sedgwick.
Als Modedesigner werden Mary Quant und Betsey Johnson dem Youthquake zugerechnet, ebenso der New Yorker Kreis um Andy Warhol.
Youthquake war auch ein Label und Franchise der Puritan Dress Company von Karl Rosen und Paul Young.
Die britische Band dead or alive benannte ihr zweites Album nach youthquake (1985).

## Belege
1. ↑  Vogue, 1. Januar 1965
2. ↑  https://vintagefashionguild.org/label-resource/youthquake/